# Akwid
Akwid je mexická hip hopová skupina. Vznikla v roce 2000 v Jiquilpan. Jejími členy ja AK (Francisco Gomez, MC) a Wikid (Sergio Gomez, MC).

## Diskografie
- 2003: Proyecto Akwid
- 2004: Komp 104.9 Radio Compa
- 2005: Los Aguacates de Jiquilpan
- 2006: E.S.L.
- 2008: La Novela
- 2010: Clasificado "R"
- 2013: Revólver
- 2015: El Atraco